# Tamar Pitch
Tamar Pitch (Siena, 1947) è una giurista italiana.

## Attività didattica
Tamar Pitch è professoressa ordinaria di filosofia e sociologia del diritto, presso la Facoltà di Giurisprudenza di Perugia, ateneo dove ha istituito, come insegnamento a scelta, un corso di "femminismo giuridico".

## Contributi alla sociologia giuridica
La sua attività di ricerca ha riguardato  i problemi relativi alla giustizia penale, al rapporto tra genere e diritto, al controllo sociale, alla questione criminale, ai diritti umani. Si è occupata in particolare del rapporto fra titolarità e uso dei diritti da parte delle donne e delle cosiddette minoranze etniche.  È stata condirettrice di "Studi sulla questione criminale" ed è considerata una figura di riferimento del femminismo italiano.
Pitch è una voce periodica della sociologia giuridica sui temi della devianza, differenza di genere, diritti degli emarginati e degli immigrati. Svolge una periodica diffusione delle problematiche italiane nell'accademia e nella società civile di altri paesi. Ha svolto attività di ricerca in diversi atenei stranieri, e recentemente presso l'Università di Nantes. 

## Opere
- La devianza, Firenze, La Nuova Italia, 1975;
- Senza Patente. Una ricerca sull'intervento penale sulle minorenni a Roma, Milano, FrancoAngeli,1989;
- Responsabilità limitate, Milano, Feltrinelli, 1989;
- Un diritto per due. La costruzione giuridica di genere, sesso e sessualità, Milano, Il Saggiatore, 1998;
- (con Carmine Ventimiglia), Che genere di sicurezza. Donne e uomini in città, Milano, FrancoAngeli, 2001;
- I diritti fondamentali: differenze culturali, disuguaglianze sociali, differenza sessuale, Torino, Giappichelli, 2004;
- L'occultamento della politica: tra regolazione giuridica e normativa morale, «Sociologia del diritto», XXXI, 2.
- La società della prevenzione, Roma, Carocci, 2006, (è stato tradotto in spagnolo da Trotta [3] ed è pubblicato in inglese da Ashgate 2010 [4]);
- Contro il decoro. L'uso politico della pubblica decenza, Roma-Bari, Laterza, 2013.
- Il malinteso della vittima. Una lettura femminista della cultura punitiva, Varese, Edizioni Gruppo Abele, 2022.

## Premi e riconoscimenti
- 2007- Premio Capalbio - con il libro La Società della prevenzione.